# Kreis Delitzsch
Der Kreis Delitzsch war ein Landkreis im Bezirk Leipzig der DDR. Ab 1990 bestand er als Landkreis Delitzsch im Freistaat Sachsen fort. Sein Gebiet liegt heute im Landkreis Nordsachsen. Der Sitz der Kreisverwaltung befand sich in Delitzsch.

## Geographie

### Lage
Der Kreis Delitzsch lag im äußersten Nordwesten des Bezirks Leipzig in unmittelbarer Nachbarschaft zu Leipzig und Halle im Braunkohlenrevier.

### Nachbarkreise
Der Kreis Delitzsch grenzte im Uhrzeigersinn im Norden beginnend an die Kreise Bitterfeld, Eilenburg, Leipzig-Land und Saalkreis.

### Naturraum
Der Kreis hatte im Osten einen schmalen Anteil an der von Kiefernforsten bestandenen Prellheide. Sie gehört zum sandigen Hügelland der Dübener Heide. Das übrige Kreisgebiet lag in der Leipziger Tieflandsbucht. Die vielfach tischebenen Lehmplatten in etwa 100 m Höhe waren völlig waldfrei. Nur die 200 bis 500 m breiten und bis zu 10 m tiefer liegenden Talauen von Lober und Leine brachten etwas Abwechslung in die eintönige Landschaft. Durch den vorrückenden Braunkohletagebau drohte eine einschneidende Veränderung. Von Norden arbeitete sich der Großtagebau Holzweißig Stück für Stück in das Kreisgebiet hinein, was bereits zur Umleitung der Lober zwang. Südlich von Delitzsch wurden drei Großtagebaue von insgesamt 160 km² Abbaufläche erschlossen. Das wiederum erforderte die Verlegung von einigen Gemeinden.

## Geschichte
Der Landkreis Delitzsch bestand schon seit 1816 in der preußischen Provinz Sachsen und ihrer territorialen Nachfolger. Nach der Auflösung Preußens 1947 wurde der Landkreis dem neugegründeten Land Sachsen-Anhalt innerhalb der SBZ, ab Oktober 1949 DDR zugeordnet. Am 31. August 1950 wurden einige territoriale Änderungen des Kreises vorgenommen.
Durch das Gesetz über die weitere Demokratisierung des Aufbaus und der Arbeitsweise der staatlichen Organe in den Ländern in der Deutschen Demokratischen Republik vom 23. Juli 1952 kam es in der DDR und den noch bestehenden fünf Ländern zu einer umfangreichen Kreisreform. So wurden am 25. Juli 1952 die Länder aufgelöst und 14 Bezirke eingerichtet. Hierbei wurden traditionelle Kreise aufgelöst oder in kleinere Kreise gegliedert, wobei es auch über die Grenzen der ehemaligen 5 Länder hinweg zu Gebietsänderungen kam. Der Kreis Delitzsch wurde dem Bezirk Leipzig zugeordnet, Kreissitz wurde die Stadt Delitzsch.
- Der Kreis Delitzsch gab folgende 32 Gemeinden an den neugegründeten Kreis Eilenburg ab:

Battaune, Doberschütz, Eilenburg, Gallen, Glaucha, Gotha, Groitzsch, Gruna, Hainichen, Hohenprießnitz, Jesewitz, Kollau, Kospa, Krippehna, Laußig, Liemehna, Mölbitz, Mörtitz, Naundorf, Paschwitz, Pehritzsch, Pressen, Pristäblich, Rödgen, Schnaditz, Sprotta, Tiefensee, Wedelwitz, Wellaune, Wöllnau, Wölpern und Zschepplin.
- Die im Altkreis Delitzsch verbliebenen 49 Gemeinden Badrina, Beerendorf, Benndorf, Brinnis, Brodau, Delitzsch, Döbernitz, Freiroda, Gerbisdorf, Glesien, Hayna, Hohenroda, Kattersnaundorf, Kletzen, Klitschmar, Kölsa, Krensitz, Kreuma, Krostitz, Kyhna, Laue, Lemsel, Lindenhayn, Lissa, Löbnitz, Mocherwitz, Mutschlena, Paupitzsch, Pohritzsch, Priester, Rackwitz, Radefeld, Reibitz, Roitzschjora, Sausedlitz, Schenkenberg, Schladitz, Seelhausen, Selben, Spröda, Werbelin, Wiedemar, Wölkau, Wolteritz, Zaasch, Zschernitz, Zschölkau, Zschortau und Zwochau wurden durch die Gemeinde Wiesenena (diese war erst 1950 in den Saalkreis umgegliedert worden) aus dem Saalkreis zum neuen Kreis Delitzsch ergänzt.

Durch Gemeindegebietsveränderungen sank die Zahl der Gemeinden von anfänglich 50 bis auf 20 zur ersten Kreisreform in Sachsen:
- 1. Januar 1957 Eingliederung von Werbelin in Kattersnaundorf
- 1. Juli 1973 Eingliederung von Hayna in Radefeld
- 1. September 1973 Eingliederung von Roitzschjora in Löbnitz
- 1. Dezember 1973 Eingliederung von Gerbisdorf in Freiroda
- 1. Dezember 1973 Eingliederung von Mocherwitz in Hohenroda
- 1. Dezember 1973 Eingliederung von Seelhausen in Sausedlitz
- 1. Mai 1974 Eingliederung von Kreuma in Zschortau
- 1. Januar 1976 Eingliederung von Paupitzsch in die Stadt Delitzsch
- 1. Dezember 1981 Eingliederung von Kattersnaundorf in Zschortau
- 17. Mai 1989 Eingliederung von Schladitz in Rackwitz
- 1. Dezember 1993 Eingliederung von Reibitz in Löbnitz
- 1. Januar 1994 Eingliederung von Beerendorf, Brodau und Selben in Döbernitz
- 1. Januar 1994 Eingliederung von Klitschmar, Kölsa und Wiesenena in Wiedemar
- 1. Januar 1994 Zusammenschluss von Kletzen und Zschölkau zu Kletzen-Zschölkau
- 1. Januar 1994 Zusammenschluss von Kyhna, Lissa, Pohritzsch, Zaasch und Zschernitz zu Neukyhna
- 1. März 1994 Eingliederung von Benndorf und Laue in die Stadt Delitzsch
- 1. März 1994 Eingliederung von Krensitz und Mutschlena in Krostitz
- 1. März 1994 Eingliederung von Sausedlitz in Löbnitz
- 1. März 1994 Eingliederung von Freiroda und Wolteritz in Radefeld
- 1. März 1994 Eingliederung von Lemsel in Zschortau

Am 17. Mai 1990 wurde der Kreis in Landkreis Delitzsch umbenannt. Anlässlich der Wiedervereinigung wurde der Kreis durch das Ländereinführungsgesetz dem wiedergegründeten Land Sachsen zugesprochen. Bei der ersten sächsischen Kreisgebietsreform wurde er am 1. August 1994 mit dem Landkreis Eilenburg zum neuen Landkreis Delitzsch zusammengelegt.
Seit dem 1. August 2008 gehört er zusammen mit dem ehemaligen Landkreis Torgau-Oschatz zum Landkreis Nordsachsen.

## Wirtschaft und Verkehr
Der Ackerbau im westlichen und südlichen Kreisgebiet mit Weizen- und Zuckerrübenanbau brachte einen guten Ertrag. Nach Osten nahm bei geringeren Bodenqualitäten der Futterpflanzenanbau zu. Nach und nach wurde allerdings das Ackerland durch den Braunkohlentagebau verdrängt. In Delitzsch lag die größte Zuckerfabrik (1890) und das größte Reichsbahnausbesserungswerk für Reisezugwagen (1908) in der DDR, ein Zweigwerk des Stahl- und Walzwerks Hennigsdorf (1930), eine Schokoladen- und Süßwarenfabrik (seit 1894) und die chemische Fabrik Delicia (seit 1817). In Rackwitz befand sich ein Leichtmetallwerk. Die Kreisstadt ist Schnittpunkt der Fernstraßen von Leipzig nach Dessau (F 184) und von Brehna nach Bad Düben (F 183 a). Ferner kreuzten hier die Eisenbahnlinien Halle-Eilenburg (seit 1872) und Leipzig-Bitterfeld (seit 1859).

## Bevölkerungsdaten der Städte und Gemeinden
Bevölkerungsübersicht aller 40 Gemeinden des Kreises, die 1990 in das wiedergegründete Land Sachsen kamen.
| AGS      | Gemeinde            | Einwohner  | Einwohner  | Fläche (ha) |
| AGS      | Gemeinde            | 03.10.1990 | 31.12.1990 | 31.12.1990  |
| 14019010 | Badrina             | 509        | 505        | 652         |
| 14019020 | Beerendorf          | 416        | 413        | 942         |
| 14019030 | Benndorf            | 328        | 339        | 1.114       |
| 14019040 | Brinnis             | 422        | 418        | 1.318       |
| 14019050 | Brodau              | 275        | 277        | 399         |
| 14019060 | Delitzsch, Stadt    | 27.233     | 27.051     | 2.410       |
| 14019070 | Döbernitz           | 897        | 826        | 369         |
| 14019080 | Freiroda            | 586        | 576        | 1.212       |
| 14019100 | Glesien             | 1.421      | 1.430      | 1.213       |
| 14019120 | Hohenroda           | 533        | 537        | 1.020       |
| 14019140 | Kletzen             | 346        | 345        | 744         |
| 14019150 | Klitschmar          | 383        | 384        | 843         |
| 14019160 | Kölsa               | 309        | 307        | 585         |
| 14019170 | Krensitz            | 409        | 405        | 524         |
| 14019190 | Krostitz            | 1.865      | 1.856      | 1.389       |
| 14019200 | Kyhna               | 583        | 589        | 1.204       |
| 14019210 | Laue                | 213        | 212        | 496         |
| 14019220 | Lemsel              | 185        | 185        | 248         |
| 14019230 | Lindenhayn          | 333        | 325        | 751         |
| 14019240 | Lissa               | 455        | 459        | 590         |
| 14019250 | Löbnitz             | 1.834      | 1.826      | 1.922       |
| 14019270 | Mutschlena          | 125        | 125        | 391         |
| 14019290 | Pohritzsch          | 400        | 402        | 603         |
| 14019300 | Priester            | 188        | 182        | 759         |
| 14019310 | Rackwitz            | 3.228      | 3.134      | 1.197       |
| 14019320 | Radefeld            | 1.090      | 1.086      | 1.069       |
| 14019330 | Reibitz             | 347        | 352        | 493         |
| 14019350 | Sausedlitz          | 234        | 220        | 1.304       |
| 14019360 | Schenkenberg        | 926        | 931        | 1.253       |
| 14019390 | Selben              | 643        | 639        | 692         |
| 14019400 | Spröda              | 353        | 350        | 680         |
| 14019410 | Wiedemar            | 562        | 564        | 800         |
| 14019420 | Wiesenena           | 446        | 449        | 1.211       |
| 14019430 | Wölkau              | 517        | 518        | 974         |
| 14019440 | Wolteritz           | 309        | 308        | 737         |
| 14019450 | Zaasch              | 416        | 411        | 835         |
| 14019460 | Zschernitz          | 534        | 530        | 793         |
| 14019470 | Zschölkau           | 536        | 537        | 576         |
| 14019480 | Zschortau           | 2.062      | 2.063      | 2.241       |
| 14019490 | Zwochau             | 1.032      | 1.037      | 1.883       |
| 14019000 | Landkreis Delitzsch | 53.483     | 53.103     | 38.435      |

## Kfz-Kennzeichen
Den Kraftfahrzeugen (mit Ausnahme der Motorräder) und Anhängern wurden von etwa 1974 bis Ende 1990 dreibuchstabige Unterscheidungszeichen, die mit dem Buchstabenpaar SE begannen, zugewiesen. Die letzte für Motorräder genutzte Kennzeichenserie war SW 85-01 bis SW 99-99.
Anfang 1991 erhielt der Landkreis das Unterscheidungszeichen DZ.